# Andrea Postacchini

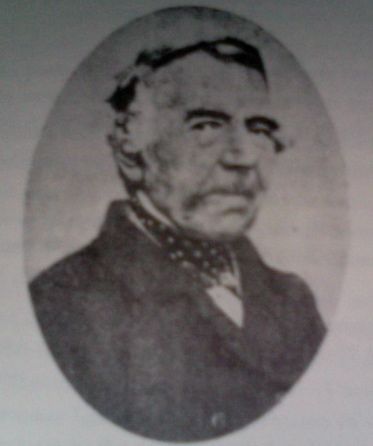
Andrea Postacchini circa 1850

Andrea Postacchini  (Fermo, 30 december 1788 – Fermo, 3 februari 1862) was een Italiaans vioolbouwer die bekend werd als de "Stradivarius" van de regio Marche in centraal Italië.
Sinds 1994 wordt een naar hem genoemd vioolconcours gehouden in zijn woonplaats.